# Gonioscelis truncatus
Gonioscelis truncatus là một loài ruồi trong họ Asilidae. Gonioscelis truncatus được Oldroyd miêu tả năm 1974. Loài này phân bố ở vùng nhiệt đới châu Phi.